# 구스노세 나오키
구스노세 나오키(일본어: 楠瀬 直木, 1964년 4월 17일 ~ )는 일본의 축구 선수, 지도자이다.

## 선수 경력
일본 사커 리그의 요미우리과 혼다 기연에서 활동했다.

## 지도자 경력
2015년 일본 여자 U-17 축구 국가대표팀의 감독으로 부임하여 2016년 FIFA U-17 여자 월드컵 준우승.
2021년 WE리그의 우라와 레즈 레이디스의 감독으로 부임하여 2022-23과 2023-24 2번의 WE리그 우승을 차지하였다.